# Вја Касано (Милано)
Вја Касано је насеље у Италији у округу Милано, региону Ломбардија.
Према процени из 2011. у насељу је живело 46 становника. Насеље се налази на надморској висини од 156 м.